# Além do Horizonte (telenovela)
Além do Horizonte é uma telenovela brasileira produzida e exibida pela TV Globo de 4 de novembro de 2013 a 2 de maio de 2014, em 155 capítulos. Substituiu Sangue Bom e foi substituída por Geração Brasil, sendo a 83ª "novela das sete" exibida pela emissora.
Foi escrita por Carlos Gregório e Marcos Bernstein, com a colaboração de Ricardo Hofstetter, Victor Atherino, Giovana Moraes, Carla Faour, Melanie Dimantas e Sérgio Marques. A direção foi de Carlo Milani, André Câmara, Flávia Lacerda e Pedro Peregrino, com direção geral de Gustavo Fernandez e direção de núcleo de Ricardo Waddington.
Contou com as participações de  Thiago Rodrigues, Juliana Paiva, Mariana Rios, Vinícius Redd, Antonio Calloni, Christiana Ubach, Rodrigo Simas e Alexandre Nero.

## Enredo
Lili, Rafa e William estão dispostos a explorar um novo mundo. À procura de pessoas queridas que desapareceram sem explicação, os três jovens se conhecem e, juntos, descobrem que é preciso ir muito além do horizonte para desvendar os mistérios que envolvem suas famílias. Nesta jornada, pretendem encontrar o pai de Lili, Luis Carlos; a tia e o irmão de William, Tereza e Marlon; e a namorada de Rafa, Paulinha. As pistas por eles deixadas sugerem que existe um lugar, muito distante dali, onde a vida pode ser plena e transformadora.
Lili vive com a sua mãe Heloísa desde que seu pai, Luís Carlos, o LC, abandonou a família, dizendo que precisava ir atrás da felicidade plena e concreta. Seu desaparecimento foi um mistério investigado pelo delegado André, mas o caso foi encerrado e LC dado como morto. Dez anos depois, Lili descobre que seu pai deixou uma carta para ela no testamento, revelando que poderia estar vivo. Ele também a aconselha a ir trás da felicidade. A partir de então, ela resolve ir atrás da verdade e acaba descobrindo que ele fugiu com uma amante, Tereza.
William mora com seu irmão Marlon e a tia Sandra. Seus pais morreram em um acidente de carro, e ele foi criado por sua tia Tereza, mas esta desapareceu e deixou os sobrinhos aos cuidados da irmã, Sandra, que teve que cuidar deles mesmo sendo muito nova. Desde então, William também começou a trabalhar duro e se dedicou aos estudos. Mas não conseguiu nenhum emprego e consegue dinheiro vendendo trabalhos de faculdade para universitários. Certo dia, Marlon também desaparece com o dinheiro da família e deixa um recado, afirmando que foi atrás da felicidade, assim como a tia Tereza. William fica desesperado e decide ir procurar pelo irmão.
Rafa mora com seu pai Flavio e Júlia, mas sente falta de sua falecida mãe. É namorado de Paulinha, mas ela percebe que ele não se arrisca, prefere viver a vida sem perigos. Então Paulinha decide ir atrás da felicidade e também desaparece, deixando gravado em um pen drive um vídeo, contando seus motivos e o aconselha a ir atrás dela. A partir daí, Rafa acaba conhecendo uma entidade secreta, "O Grupo", onde reúne pessoas que estão em busca da felicidade plena e concreta.
Thomaz é um advogado bem sucedido e casado com Inês e pai de Marcelo, noivo de Lili. Tomás era o melhor amigo de LC antes de ele desaparecer, e sempre foi apaixonado por Heloísa.
O Grupo é liderado por Líder Jorge, que faz várias palestras e cria uma ilusão nas pessoas, dizendo que, além do horizonte, existe um lugar onde todos são felizes, a chamada "Comunidade", que fica no meio da Floresta Amazônica, isolada do resto do mundo. LC, Tereza, Marlon, Paulinha e várias outras pessoas acabam indo parar na Comunidade. Os novatos, aos poucos, vão descobrindo que nem todos estão felizes, e querem descobrir como todos os equipamentos vão parar naquele fim de mundo. O chamado "Luminoso Mestre" é o grande chefe da Comunidade, e quer, a todo custo, que ninguém saiba da existência do local. O que ninguém sabe é que o mestre é Hermes que pode se tornar uma pessoa completamente violenta para esconder a sua Comunidade.
A Comunidade está situada perto do vilarejo de Tapiré, que é comandado por Kléber, o "manda chuva" do lugar, casado com Keila. A chegada da professora Celina ao vilarejo tira o sono de Kléber, que se desentende com a professora, e seus segredos estão prestes a serem descobertos. Em Tapiré também mora Vó Tita, uma senhora que sabe usar todas as ervas medicinais da floresta e cria suas netas Ana Fátima, Ana Selma e Ana Rita, após a morte de sua filha Ana Rosa. A morte de Rosa sempre foi um mistério para os moradores de Tapiré. Ela passou um tempo desaparecida e apareceu morta, boiando no rio e com arranhões de garras afiadas no rosto. A partir daí, vários outros corpos foram começando a aparecer no vilarejo, e uma lenda tomou conta de Tapiré: a de que um monstro (a "Besta") habitaria as áreas além dos limites da floresta, atacando todos que a atravessam, e sempre deixaria a sua marca no rosto das vítima. De vez em quando acontecem em Tapiré alguns blecautes, e o "Garimpeiro Fantasma" captura as pessoas que andam pela cidade durante o apagão e as leva para a Besta. De cara, Celina logo percebe que tudo não passa de ilusão dos tapirenses, e resolve investigar, quando acaba se deparando com um perigo ainda maior: o marido de sua prima, Kléber. Também vive em Tapiré o esperto Nílson, um garoto que foi encontrado pelo marinheiro Klaus dentro de uma cesta no rio.
Lili, William e Rafa acabam entrando para o Grupo, e a vida deles muda. No início da jornada em busca dos entes queridos, problemas fazem com que o grupo cheguem a Tapiré e é lá que descobrem que o Luminoso Mestre é um indivíduo perigoso e que está envolvido com Kléber, que na verdade é a "Besta de Tapiré".
Ao chegar na Comunidade e se deparar com várias coisas erradas, como a "Máquina da Felicidade", uma espécie de aparelho que mexe com o cérebro das pessoas a ela submetidas, deixando-as com sensações de felicidade, William resolve descobrir os mistérios e salvar o seu irmão Marlon que, sem saber das reais intenções do grupo, pesquisa a fórmula que estabiliza os efeitos da máquina. Lili e William entram em conflito, pois ela acredita que o seu pai LC seja inocente e esteja sendo enganado por Tereza e Hermes.

## Elenco
| Intérprete           | Personagem                        |
| -------------------- | --------------------------------- |
| Juliana Paiva        | Alice Barcelos Sampaio (Lili)     |
| Thiago Rodrigues     | William Sampaio                   |
| Rodrigo Simas        | Marlon Sampaio                    |
| Mariana Rios         | Celina Machado Sampaio            |
| Christiana Ubach     | Paula Vargas (Paulinha)           |
| Antonio Calloni      | Luis Carlos Barcelos (LC)         |
| Alexandre Nero       | Hermes                            |
| Carolina Ferraz      | Maria Tereza Sampaio (Tereza)     |
| Flávia Alessandra    | Heloísa Barcelos Sampaio (Helô)   |
| Alexandre Borges     | Thomaz Vilar                      |
| Guilherme Fontes     | Flávio Andrade                    |
| Day Mesquita         | Fernanda                          |
| Marcello Novaes      | Kléber Martins                    |
| Sheron Menezzes      | Keila Machado Martins             |
| Vinícius Redd        | Rafael Andrade (Rafa)             |
| Yanna Lavigne        | Ana Fátima Andrade Martins        |
| Caco Ciocler         | Delegado André Teixeira           |
| Cássio Gabus Mendes  | Jorge Pomatelli / O Líder         |
| Maria Luísa Mendonça | Inês Serapião Pomatelli           |
| Rômulo Estrela       | Álvaro Costa                      |
| Igor Angelkorte      | Marcelo Vilar                     |
| Laila Zaid           | Priscila Barcelos (Pri)           |
| Marcella Valente     | Julia Andrade Teixeira            |
| Diego Cristo         | Sérgio Leme                       |
| Cristine Peron       | Olívia Andrade                    |
| Lucas Salles         | Gustavo Amado (Guto)              |
| Letícia Colin        | Vitória                           |
| Jacqueline Sato      | Jéssica                           |
| Sabrina Greve        | Angelique Castro                  |
| Marina Palha         | Joana Felícia                     |
| Daniel Ribeiro       | Eduardo (Edu Dente de Ouro)       |
| Karen Coelho         | Sandra Sampaio                    |
| Luciana Paes         | Ana Selma                         |
| Analu Prestes        | Tita                              |
| Isaac Bardavid       | Klaus                             |
| Otávio Martins       | Carlos Ricardo Camargo (Cacá)     |
| Mariana Xavier       | Ana Rita Camargo                  |
| João Camargo         | Osvaldo                           |
| Eliseu Paranhos      | Romildo                           |
| Júlio Braga          | Oscar                             |
| Roney Villela        | Carlos (Kara'twa)                 |
| Ravel Cabral         | Assis                             |
| Begê Muniz           | Matias                            |
| Diego Homci          | João José                         |
| Tiago Homci          | José João                         |
| Celso Reeks          | Breno                             |
| Simon Petracchi      | Wolfgang                          |
| JP Rufino            | Edmílson Machado Sampaio (Nilson) |
| Nathália Alvim       | Daniela Teixeira Andrade          |
| Lucas Simões         | Guilherme Teixeira Andrade        |

### Participações especiais
| Intérprete              | Personagem                |
| ----------------------- | ------------------------- |
| Cláudia Jimenez         | Zélia Pinheiro            |
| Fernanda Vianna         | Berenice                  |
| Josie Pessôa            | Rose                      |
| Thiago de Los Reyes     | Vinícius                  |
| Alice Assef             | Cláudia                   |
| Rafaela Sampaio         | Lili (jovem)              |
| Gustavo Damasceno       | Walmor                    |
| Rodrigo Rangel          | Messias                   |
| Luma Ferreira           | Isabela Sampaio (Belinha) |
| Marcelo Mariano Nicolay | Edinésio                  |
| Ana Vitória Bastos      | Samantha Jackson          |
| Renan Monteiro          | Diego                     |
| Gabriela Munhoz         | Mônica                    |
| Rafael Dib              | Caio                      |
| Narcival Rubens         | Pedrosa                   |
| Billy Blanco Junior     | Orlando                   |
| Remo Rocha              | Investidor                |
| Paulo Giardini          | Advogado                  |
| Henrique Neves          | Bigode                    |
| Renan Monteiro          | Motoqueiro                |
| Paulinho Serra          | Clóvis                    |
| William Vita            | Juvenal                   |
| Glicério do Rosário     | Padre                     |
| Amandha                 | Amanda                    |

## Produção
A telenovela marcou a estreia de Carlos Gregório e Marcos Bernstein como autores solo. Aprovada em abril de 2013, a sinopse foi escrita em dois meses. Além disso, os autores puderam escolher o horário em que a novela seria exibida.
Elementos sobrenaturais, sociedades secretas, lendas e mistérios, como um monstro chamado "a besta", foram inspirados nos filmes A Vila, A Ilha, A Praia, Horizonte Perdido e na série de TV Lost.

### Escolha do elenco
Bruna Marquezine e Mariana Rios foram cotadas para interpretar a protagonista Lili. mas Juliana Paiva ficou com o papel. Fiuk seria o intérprete de William, mas o diretor Ricardo Waddington optou por Thiago Rodrigues no papel do protagonista. Giovanna Lancellotti foi cotada para interpretar Paulinha, mas o papel ficou com Christiana Ubach.
No dia 27 de dezembro de 2013 a atriz Cláudia Jimenez, que interpretava Zélia na trama, foi internada por causa de um problema no coração. Mediante isso, a atriz foi afastada da trama para poder se tratar e não retornou mais. Alexandre Nero saiu da trama antes do fim. No capítulo de 27 de março, seu personagem morreu engolido por uma lama. O ator saiu da trama para poder se preparar para ser protagonista da novela Império.

### Gravações
Tendo a Amazônia como um dos principais cenários, as primeiras gravações começaram em Manaus e Presidente Figueiredo, no Amazonas. Em seguida, elenco e equipe de produção passaram cerca de dez dias na Chapada Diamantina para rodar cenas de aventura. A região serrana de Casimiro de Abreu, no interior do Rio de Janeiro, também foi cenário de gravação, para cenas de ação envolvendo rafting.

### Abertura
A abertura foi produzida a partir da técnica de filmagem chamada Hyperlapse, onde se podem ver movimentos em velocidades variadas e a câmera se move em grandes distâncias - foi usada pela primeira vez na TV Globo. “Foi um desafio, nunca tinha sido usada por nós. Levamos em conta várias questões para fazer tudo dar certo”, comemora Alexandre Pit Ribeiro, diretor de criação.[carece de fontes?] A equipe passou por diversos cantos do país ao longo de dez dias de gravações. No Rio de Janeiro, as locações escolhidas foram: o mirante Dona Marta, a igreja da Candelária e os bairros Marechal Hermes e Santa Teresa. Além disso, foram feitas viagens para a Chapada Diamantina, na Bahia, e para o Amazonas, onde se passa parte da história.

### Alterações no enredo
A telenovela foi concebida para fugir da mesmice das comédias românticas que reinavam no horário das 7, e assim tentar inovar um pouco com uma história diferente. Porém o resultado dessa inovação não deu certo e a telenovela sofreu bastante rejeição por não ter o perfil de uma novela das 19:00. A causa da rejeição se deu ao enredo principal da novela, que além de complexo abordava um mistério a ser desvendado. Ou seja, não era nada leve e fácil de ser entendido. Além disso, grande parte dos personagens eram interpretados por atores jovens e iniciantes; a falta de um ator experiente afugentou a credibilidade da novela perante o público. E principalmente, não havia envolvimentos amorosos para prender a atenção. Todos esses problemas refletiram na audiência da novela, que chegava a marcar menos que a reprise de O Cravo e a Rosa.
Para contornar essa situação, os autores amenizaram o clima de mistério, colocaram mais humor em alguns núcleos e anteciparam a entrada de atores veteranos, como Carolina Ferraz, uma das vilãs da história. Os autores também investiram no romance de Lili (Juliana Paiva) e Marlon (Rodrigo Simas), aproveitando-se do sucesso do casal que havia deixado Malhação havia pouco tempo.
Apesar das mudanças no enredo terem sido usadas para salvar a novela do marasmo e aumentar a audiência, os atores afirmaram que elas já estavam previstas, independente de audiência.

## Exibição
A baixa audiência da trama fez com que o tempo de duração dos capítulos fosse reduzido. A trama começava mais tarde, porém terminava no mesmo horário. A estratégia também foi uma tentativa da novela começar em um momento onde o público em frente a TV é maior, aumentando assim a audiência.

### Exibição internacional
| País     | Canal         | Título local      | Estreia                | Final               | Horário semanal  | Hora   | Ref    |
| -------- | ------------- | ----------------- | ---------------------- | ------------------- | ---------------- | ------ | ------ |
| Brasil   | TV Globo      | Além do Horizonte | 4 de novembro de 2013  | 2 de maio de 2014   | Segunda a Sábado | 19:301 | —      |
| Portugal | Globo Premium | Além do Horizonte | 1 de fevereiro de 2016 | 28 de julho de 2016 | Segunda a Sábado | 17:502 | [ 73 ] |

↑1  Exibida às 20:15 (UTC−4) nos estados pertencentes à Rede Fuso de 17 de fevereiro a 2 de maio de 2014 e às 20:15 (UTC−3) e 19:15 (UTC−4) nos estados que não adotaram o horário de verão de 4 de novembro de 2013 a 15 de fevereiro de 2014.
↑2  Transferida para as 16:35 a partir do dia 13 de junho
em 16 de novembro de 2013, devido a Transmissão do amistoso da Seleção brasileira contra a Seleção hondurenha a novela não foi exibida nos Estados  da Rede fuso.

### Outras mídias
Em 25 de dezembro de 2023, foi disponibilizada pelo Globoplay como parte do Projeto Originalidade, com a atualização para o formato de exibição original; com o formato de imagem restaurado em Full HD, além de aberturas, vinhetas de intervalo e encerramento originais.

## Repercussão

### Recepção da crítica
Nilson Xavier do UOL publicou em seu blog: "Trilha sonora, fotografia e tomadas bacanas. Direção (geral de Gustavo Fernandez em núcleo de Ricardo Waddington) idem. Pouco ainda foi revelado ao telespectador, da história ao elenco. Uma novela híbrida, que mistura seriados e filmes de aventura com nosso caro folhetim tupiniquim. E, por isso mesmo, também pode remeter à saga Os Mutantes da RecordTV. O pano de fundo é a busca pela felicidade na Amazônia, esse lugar além do horizonte – de acordo com o roteiro. Talvez por isso os americanos queiram tanto ela."
Fernando Oliveira do R7 comentou: "Apesar de bem vinda, a exploração de novo cenários e a descentralização as tramas das mesmas regiões do país acabam por ficar em segundo plano. A paisagem amazônica serve de pano de fundo para os segredos da trama. No primeiro capítulo, por exemplo, foi mostrada uma perseguição que em muito lembra Lost, um dos seriados mais marcantes da última década. Parecia que o tal homem desesperado tentava a todo custo escapar do inesquecível "monstro de fumaça", aqui tratado pela alcunha de besta. Da mesma maneira, os moradores da vila de Tapiré deixaram claro que há um toque de recolher e, nos arredores da cidade, existem áreas proibidas, onde ninguém deve ir. O recurso remete a A Vila, filme de M. Night Shyamalan, levado aos cinemas em 2004".
Vanessa Paes Barreto do Yahoo! disse: "Em um primeiro momento, a trama de Marcos Bernstein e Carlos Gregório fugiu do óbvio (ainda que fazendo referências a Lost), mas cumpriu seu papel ao apresentar, mesmo que rapidamente, os personagens principais e seus dramas, além de deixar explícito que o foco principal do folhetim é justamente o mistério."

### Audiência
A novela marcou em seu primeiro capítulo 24 pontos de média e 42% de participação na Grande São Paulo. A média é considerada a pior entre as estreias das últimas quatro novelas do horário, Sangue Bom e Guerra dos Sexos estrearam com 28 pontos e Cheias de Charme, com 35. Entre as novelas Uga Uga a Além do Horizonte, a TV Globo perdeu 41% de ibope nas estreias das 19h em 13 anos. No segundo capítulo, caiu para 22 pontos de média na Grande São Paulo, na mesma data, o seriado Tapas & Beijos marcou 24 pontos.
No dia 7 de novembro, a novela marcou apenas 20 pontos. A audiência mais baixa da telenovela ocorreu em 31 de dezembro de 2013, quando marcou 15 pontos. Nesse mesmo dia, a novela das 21h, Amor à Vida, também registrou recorde negativo com 24 pontos de audiência. A trama marcou recorde de audiência em 24 de fevereiro de 2014, quando alcançou 25 pontos. Foi o maior ibope desde a estreia.
O último capítulo de Além do Horizonte registrou 26 pontos na Grande São Paulo. A telenovela terminou com uma média geral de 19.7 pontos na Grande São Paulo. Terceira pior média geral de uma novela das 19h, superando a novela Guerra dos Sexos (2012) e sendo superada apenas por sua sucessora, Geração Brasil que terminou com 19.4 pontos de média geral e Fuzuê que teve 19.3 pontos.

## Trilha sonora
A canção-tema da novela é Além do Horizonte, sucesso da Jovem Guarda que ganhou uma versão cantada por Erasmo Carlos. Erasmo escreveu a canção em parceria com Roberto Carlos na década de 70.
Capa: Mariana Rios

### Nacional
| N.º | Título                                              | Música             | Personagem                            | Duração |  |
| 1.  | "O Que Eu Só Vejo em Você"                          | Nando Reis         | Heloísa e Flávio/Comunidade de Tapiré | 3:35    |  |
| 2.  | "Além do Horizonte"                                 | Erasmo Carlos      | Abertura                              | 3:59    |  |
| 3.  | "Zen"                                               | Anitta             | Priscila                              | 2:46    |  |
| 4.  | "Ilusão"                                            | Marisa Monte       | Heloísa e Thomás                      | 3:31    |  |
| 5.  | "Imergir"                                           | Silva              | Tereza e Hermes                       | 3:17    |  |
| 6.  | "Magra"                                             | Lenine             | Ana Fátima                            | 3:17    |  |
| 7.  | "Felicidade"                                        | Roberta Campos     | Lili e Marlon                         | 3:21    |  |
| 8.  | "Meu Sol"                                           | Vanguart           | Lili e William                        | 3:21    |  |
| 9.  | "Carimbó Da Alegria"                                | Gaby Amarantos     | Keila e Kleber                        | 3:21    |  |
| 10. | "Dançando no Salão" ((Part. Esp.: Felipe Cordeiro)) | Gang do Eletro     | Locação: Comunidade de Tapiré         | 2:49    |  |
| 11. | "O Amor Verdadeiro Não Tem Vista Para O Mar"        | Pullovers          | Rafael                                | 3:22    |  |
| 12. | "Somente Nela"                                      | Paulinho Moska     | Celina e William                      | 3:19    |  |
| 13. | "Cada Qualidade De Homem"                           | Tanga de Sereia    | Ana Selma e Ana Rita                  | 6:33    |  |
| 14. | "Take The Money And Run Away To Rio"                | Brothers of Brasil | Inês e Jorge/Locação: Rio de Janeiro  | 2:19    |  |
| 15. | "Royals (Bônus Track)"                              | Lorde              | Paulinha/Tema Geral                   | 3:20    |  |

Ainda
1. Na Linha do Tempo - Victor e Leo (Tema de André e Júlia)
2. Se Tudo Fosse Fácil - Paula Fernandes (Tema de Zélia)
3. Perto de Mim - Thaeme e Thiago (Tema de Celina e Matias)

### Internacional
- Trilha sonora internacional não foi lançada comercialmente.[91]

Capa: Flávia Alessandra
| N.º | Título                                        | Música                        | Personagem                    | Duração |  |
| 1.  | "Receive"                                     | Alanis Morissette             | Lili e Marlon                 | 3:40    |  |
| 2.  | "Fall All Over Again"                         | Tash Phillips                 | Celina e William              | 3:15    |  |
| 3.  | "When You Got a Good Thing"                   | Lady Antebellum               | Ana Fátima e Rafael           |         |  |
| 4.  | "Everything Has Changed" ((feat. Ed Sheeran)) | Taylor Swift                  | Keila e Kleber                |         |  |
| 5.  | "It Goes Like This"                           | Thomas Rhett                  | Fernanda e Thomaz             |         |  |
| 6.  | "Safe Rock"                                   | Cambriana                     | Tereza e Hermes               |         |  |
| 7.  | "Seen It All"                                 | Jake Bugg                     | Locação: Comunidade de Tapiré |         |  |
| 8.  | "Hey Now"                                     | Martin Solveig & The Cataracs | Guto e Jéssica                |         |  |
| 9.  | "Gone, Gone, Gone"                            | Phillip Phillips              | Heloísa e Flávio              | 3:44    |  |
| 10. | "Radioactive"                                 | Imagine Dragons               | Angelique e LC                |         |  |
| 11. | "Blank Page"                                  | Christina Aguilera            | Heloísa e Thomaz              | 4:07    |  |
| 12. | "A Thousand Years"                            | Boyce Avenue                  | Lili e William                |         |  |
| 13. | "One Day You Will"                            | Lady Antebellum               | Lili e William/André e Júlia  |         |  |
| 14. | "Wake Me Up" ((feat. Aloe Blacc7))            | Avicii                        | Ana Selma e Ana Rita          |         |  |
| 15. | "Clarity" ((feat. Foxes))                     | Zedd                          | Vitória/Comunida de Tapiré    | 4:32    |  |
| 16. | "Locked Out Of Heaven"                        | Bruno Mars                    | Priscila e Marcelo            |         |  |

## Prêmios e indicações
| Ano  | Prêmio                    | Categoria                  | Indicação                        | Resultado |
| ---- | ------------------------- | -------------------------- | -------------------------------- | --------- |
| 2013 | Melhores do Ano           | Melhor Atriz Revelação     | Juliana Paiva                    | Indicado  |
| 2013 | Melhores do Ano           | Melhor Ator/Atriz Mirim    | JP Rufino                        | Venceu    |
| 2014 | Troféu Internet           | Melhor Novela              | Carlos Gregório Marcos Bernstein | Indicado  |
| 2014 | Troféu Internet           | Melhor Ator                | Rodrigo Simas                    | Indicado  |
| 2014 | Troféu Internet           | Revelação                  | Juliana Paiva                    | Indicado  |
| 2014 | Prêmio Extra de Televisão | Melhor Ator Revelação      | Igor Angelkorte                  | Indicado  |
| 2014 | Prêmio Extra de Televisão | Melhor Ator/Atriz Infantil | JP Rufino                        | Indicado  |
| 2014 | Prêmio Contigo! de TV     | Melhor Atriz de Novela     | Juliana Paiva                    | Indicado  |
| 2014 | Prêmio Contigo! de TV     | Melhor Ator Coadjuvante    | Alexandre Nero                   | Indicado  |
| 2014 | Prêmio Contigo! de TV     | Melhor Atriz Coadjuvante   | Mariana Rios                     | Indicado  |
| 2014 | Prêmio Contigo! de TV     | Melhor Ator Infantil       | JP Rufino                        | Indicado  |
| 2014 | Prêmio Contigo! de TV     | Melhor Revelação           | Igor Angelkorte                  | Indicado  |
| 2014 | Prêmio Contigo! de TV     | Melhor Autor               | Carlos Gregório Marcos Bernstein | Indicado  |
| 2015 | Troféu Internet           | Melhor Atriz               | Juliana Paiva                    | Indicado  |
| 2015 | Troféu Imprensa           | Melhor Atriz               | Juliana Paiva                    | Indicado  |